# Берегова (зупинний пункт)
Берегова́ — пасажирський залізничний зупинний пункт Шевченківської дирекції Одеської залізниці.
Розташований на крайньому півдні Сміли, Смілянський район, Черкаської області на лінії Імені Тараса Шевченка — Помічна між станціями Імені Тараса Шевченка (4 км) та Сердюківка (18 км).
На платформі зупиняються приміські електропоїзди.